# Tokyo College of Music

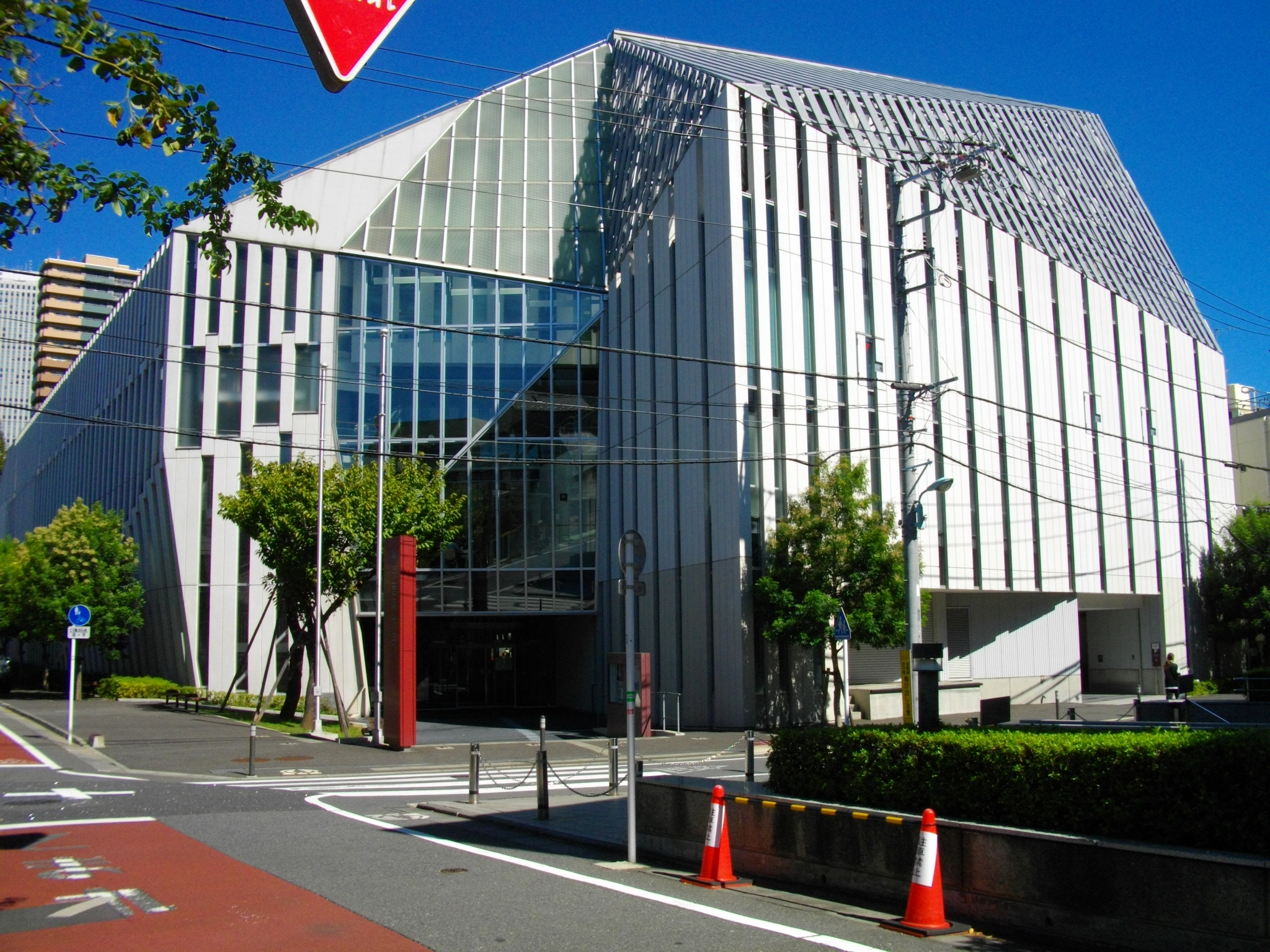
Tokyo College of Music

Het Tokyo College of Music  (東京音楽大学, Tōkyō Ongaku Daigaku) is een  privé- conservatorium in Ikebukuro, Tokio.  Het werd in 1907 opgericht als Toyo Conservatory of Music (東洋音楽学校, Tōyō Ongaku Gakkō).
Dit conservatorium is de oudste muziekschool naar Westerse uitleg in Japan en werd gesticht door Yonejiro Suzuki. Oorspronkelijk bevond de school zich in het district Kanda in  Tokio, maar de hele campus werd bij de Kanto-aardbeving in 1923 vernietigd. Uit leerlingen van dit conservatorium werd in de beginjaren van dit instituut  het Tokyo Orchestra gevormd. Tegenwoordig heeft het conservatorium meer dan 300 leraren. 